# ロヘリオ・フネス・モリ
ロヘリオ・ガブリエル・フネス・モリ（Rogelio Gabriel Funes Mori, 1991年3月5日 - ）は、アルゼンチン・メンドーサ出身のサッカー選手。アルゼンチンとメキシコの元代表選手。ポジションはフォワード。
双子のラミロ・フネス・モリもサッカー選手である。

## 経歴
アルゼンチン・メンドーサ州のメンドーサで生まれた。2001年に家族でアメリカ合衆国・アーリントンへと引っ越し、双子のラミロ・フネス・モリと共にワークマン中学、アーリントン高校へ通いサッカーをしていた。セントラル・ゴールド91というサッカーグループにラミロと共に数年所属。そこで2008年にダラスカップトーナメントで40ゴールを記録し、チームは24勝2分1敗の成績で地区優勝とエリアファイナリストになった。また、チームの監督に1994 FIFAワールドカップ・1998 FIFAワールドカップでサッカーナイジェリア代表メンバーのウチェ・オカフォーが務めていた。
スエノMLSというテレビのコンテストで優勝すると、FCダラスからオファーが届きユースチームに入団した。

### リーベル・プレート
2009年12月6日に1-3と敗戦したプリメーラ・ディビシオンのCAベレス・サルスフィエルド戦でCAリーベル・プレートの選手として出場し、プロとしてのキャリアをスタートした。その年の最後2試合のホームラシン・クルブ戦とアウェーCAティグレ戦に出場し、ティグレ戦で初ゴールを決めた。
プレシーズンに伝統チームが参加するトルネオス・デ・ベラーノの1つ、マル・デル・プラタで行われたコパ・デサフィロでライバルのボカ・ジュニアーズ相手にゴールを決め3-1の勝利に貢献した。
2010年5月9日のクラウスーラのラシン・クルブ戦で、11試合ぶりにゴールを決めた。この試合は、わずか24分の間に3ゴールを決め、初のハットトリックを達成した。1-5と敗戦した最終戦のCAティグレ相手に唯一のゴールを決めた。
2010年アペルトゥーラの開幕CAティグレ戦でアリエル・オルテガのアシストから90分にゴールを決めて1-0で勝利した。また、同じチーム相手に3試合で3ゴール決めた。第3節CAインデペンディエンテ戦では、前半の間に2ゴールを決め3-2で勝利した。アルセナルFC戦で今季4ゴール目を前半に決め1-0で勝利した。このように序盤の間はコンスタントにゴールを重ねていったが、これ以降ゴールを決めることが出来ず、クラブ史上初の降格の瞬間に立ち会った。
翌年プリメーラB・ナシオナルの舞台では、第5節のCSDデフェンサ・フスティシア戦で初ゴールを決め、第7節のクラブ・デ・ヒムナシア・イ・エスグリマ・ラ・プラタ戦で2ゴール目を決めた。22日のスポルティーボ・デサンパラドス戦では、自身と弟のラミロと共にゴールを決めるという特殊なケースを体験した。41年ぶりに開催されたコパ・アルヘンティーナのノックアウトステージでは、キルメスACとCAサン・ロレンソ・デ・アルマグロ相手に2ゴールを決め準決勝進出に貢献した。リーグ戦では、36日のCAボカ・ウニドス戦での得点が通算4ゴール目にして最後のゴールだった。
B・ナシオナルの最終日では、後半頭にフェルナンド・カベナギと交代で出場すると、ヘディングでダヴィド・トレゼゲの1ゴール目をアシストした。ディフェンスをかわしマルティン・アギーレにボールを出すとアギーレが倒されPKを獲得するも、キッカーのトレゼゲが外してしまい得点には結びつかなかった。今度は相手と空中戦に競い勝つと、クロスを上げ再びトレゼゲのゴールをアシストと尽力した。2アシスト共にトレゼゲのゴールへ繋がった。
2012年プリメーラでの開幕CAベルグラーノ戦でPKを失敗し、チームは1-2で敗戦した。次戦のエストゥディアンテス・デ・ラ・プラタ戦では、2ゴールを決め2-0で勝利した。

### ベンフィカ
2013年8月にプリメイラ・リーガのSLベンフィカに5年契約で移籍。
2014年7月、買い取りオプション付きの1年契約でエスキシェヒルスポルに期限付き移籍した。

### モンテレイ
2015年6月にメキシコ・リーガMXのCFモンテレイに移籍。モレリアとの親善試合でデビューを果たし、91分に得点を挙げ、3-2で勝利した。

### UNAM
2024年1月9日、フリーでUNAMプーマスに加入した。

## 代表経歴

### U-18
2009年4月24日に双子のラミロ・フネス・モリと共に初招集された。ドロレスで行われた初試合は1-0で勝利した。9月16日の試合で2キャップ目を記録した。このカテゴリーで2試合プレーしたが、ゴールを決めることはできなかった。

### U-20
セルヒオ・バティスタ監督の下、プンタ・デル・エステで行われるU-20国際大会に出場するメンバーに選ばれた。しかし、CAリーベル・プレートのレオナルド・アストラーダ監督は、プレシーズンに帯同させるため参加を断った。
U-20代表としての初試合U-23フランス代表戦で2ゴールを決めた。

### A代表
2012年9月10日にアレハンドロ・サベーラ監督の下、ゴイアニアで行われるブラジル代表とのスーペルクラシコ・デ・ラス・アメリカに向け初招集され、19日に初キャップを記録した。
しかし、アルゼンチン代表の主要試合 (FIFAワールドカップの南米予選やコパ・アメリカなど) の代表には招集されることがなかったため、2019年にメキシコ代表を目指すことを宣言。同年にメキシコ国籍を取得。2021年に2021 CONCACAFゴールドカップに出場。グループリーグ戦のグアテマラ戦でゴールを決めた。

## 個人成績

### クラブ
2023年5月20日現在
| クラブ                      | シーズン | リーグ                   | リーグ | リーグ | カップ | カップ | リーグカップ | リーグカップ | 国際大会 | 国際大会 | 合計 | 合計 |
| クラブ                      | シーズン | リーグ                   | 出場   | 得点   | 出場   | 得点   | 出場         | 得点         | 出場     | 得点     | 出場 | 得点 |
| --------------------------- | -------- | ------------------------ | ------ | ------ | ------ | ------ | ------------ | ------------ | -------- | -------- | ---- | ---- |
| リーベル・プレート          | 2009-10  | プリメーラ・ディビシオン | 19     | 5      | —      | —      | —            | —            | —        | —        | 19   | 5    |
| リーベル・プレート          | 2010-11  | プリメーラ・ディビシオン | 25     | 4      | —      | —      | —            | —            | —        | —        | 25   | 4    |
| リーベル・プレート          | 2011-12  | プリメーラB・ナシオナル  | 23     | 4      | 5      | 2      | —            | —            | —        | —        | 28   | 6    |
| リーベル・プレート          | 2012-13  | プリメーラ・ディビシオン | 32     | 7      | —      | —      | —            | —            | —        | —        | 32   | 7    |
| リーベル・プレート          | 2013-14  | プリメーラ・ディビシオン | 1      | 0      | —      | —      | —            | —            | —        | —        | 1    | 0    |
| リーベル・プレート          | 合計     | 合計                     | 100    | 20     | 5      | 2      | —            | —            | —        | —        | 105  | 22   |
| ベンフィカ                  | 2013-14  | プリメイラ・リーガ       | 2      | 0      | 1      | 0      | 2            | 0            | —        | —        | 5    | 0    |
| ベンフィカB                 | 2013-14  | リーガ・ポルトガル2      | 12     | 13     | —      | —      | —            | —            | —        | —        | 12   | 13   |
| エスキシェヒルスポル (loan) | 2014-15  | スュペル・リグ           | 29     | 8      | 7      | 6      | —            | —            | —        | —        | 36   | 14   |
| モンテレイ                  | 2015-16  | リーガMX                 | 36     | 20     | 8      | 5      | —            | —            | —        | —        | 44   | 25   |
| モンテレイ                  | 2016-17  | リーガMX                 | 33     | 15     | 6      | 7      | —            | —            | 2        | 0        | 41   | 22   |
| モンテレイ                  | 2017-18  | リーガMX                 | 32     | 17     | 8      | 2      | —            | —            | —        | —        | 40   | 19   |
| モンテレイ                  | 2018-19  | リーガMX                 | 31     | 16     | 5      | 2      | —            | —            | 7        | 2        | 43   | 20   |
| モンテレイ                  | 2019-20  | リーガMX                 | 30     | 15     | 6      | 3      | —            | —            | 3        | 2        | 39   | 20   |
| モンテレイ                  | 2020-21  | リーガMX                 | 34     | 15     | —      | —      | —            | —            | 6        | 3        | 40   | 18   |
| モンテレイ                  | 2021-22  | リーガMX                 | 24     | 9      | —      | —      | —            | —            | 2        | 1        | 26   | 10   |
| モンテレイ                  | 2022-23  | リーガMX                 | 31     | 18     | —      | —      | —            | —            | —        | —        | 31   | 18   |
| モンテレイ                  | 合計     | 合計                     | 251    | 125    | 33     | 19     | —            | —            | 20       | 8        | 304  | 152  |
| 通算                        | 通算     | 通算                     | 394    | 166    | 46     | 27     | 2            | 0            | 20       | 8        | 462  | 201  |

## 代表歴

### 出場大会
- メキシコ代表
  - 2022 FIFAワールドカップ

### 試合数
- 国際Aマッチ 1試合 0得点（アルゼンチン、2012年）[11]
- 国際Aマッチ 17試合 6得点（メキシコ、2021年-2022年）[11]

| アルゼンチン代表 | 国際Aマッチ | 国際Aマッチ |
| 年               | 出場        | 得点        |
| ---------------- | ----------- | ----------- |
| 2012             | 1           | 0           |
| 通算             | 1           | 0           |

| メキシコ代表 | 国際Aマッチ | 国際Aマッチ |
| 年           | 出場        | 得点        |
| ------------ | ----------- | ----------- |
| 2021         | 13          | 5           |
| 2022         | 4           | 1           |
| 通算         | 17          | 6           |

## タイトル
CAリーベル・プレート
- プリメーラB・ナシオナル : 2011-12

SLベンフィカ
- プリメイラ・リーガ : 2013-14
- タッサ・デ・ポルトガル : 2013-14
- タッサ・ダ・リーガ : 2013-14

CFモンテレイ
- アペルトゥーラ : 2019
- コパ・メヒコ : アペルトゥーラ2017, 2019-20
- CONCACAFチャンピオンズリーグ : 2019, 2021